# Thomas Ashall
Thomas Ashall (* 16. Oktober 1915 in Doncaster; † 1976) war ein englischer Fußballspieler. Der Stürmer hatte in den 1930er Jahren einen kurzen Auftritt für Mansfield Town in der Football League und war einige Jahre für Klubs in der Birmingham & District League aktiv.

## Karriere
Der aus New Edlington nahe Doncaster stammende Ashall, der als Schüler Chesterfield repräsentierte, spielte Ende 1934 im Lokalfußball von Derbyshire als linker Halbstürmer für die Temple Normanton Old Boys und arbeitete im Bergbau in der dortigen Bond’s Main Colliery. Kurz vor Weihnachten wurde er von Harry Martin, Trainer von Mansfield Town, entdeckt und kam daher Anfang 1935 als Testspieler zu dem Klub.
Ursprünglich Amateur, erhielt er nach drei Einsätzen im Reserveteam, in denen er zehn Tore erzielt hatte (darunter fünf gegen die Reserve des FC Barnsley), im Februar 1935 einen Profivertrag. Die Presse lobte Ashall als Spieler, der „angesichts seines Alters mit relativ ausgereiften Fähigkeiten beeindruckt, nicht nur beim Toreschießen, sondern auch beim Aufbauspiel im Mittelfeld. Er ist ungewöhnlich schnell dabei Positionen einzunehmen und sich in ungedeckte Positionen in Tornähe zu bewegen.“ Ashall kam schließlich Anfang März 1935, ebenso wie Clarence Hufton, in einer Partie der Football League Third Division North gegen Crewe Alexandra zu seinem Debüt, er wurde dabei auf der linken Halbstürmerposition Wally Hunt vorgezogen. Über seinen Auftritt beim 1:1-Unentschieden notierte der Korrespondent des Nottingham Journals: „In der zweiten Hälfte hatte er eine großartige Phase, die selbst härteste Kritiker zurücklehnen und Notiz nehmen ließ.“ Ashall stand zwar auch in der folgenden Partie, einem 2:1-Heimsieg gegen Hartlepools United in der Mannschaft; nach einem Trainerwechsel hin zu Charlie Bell erhielt für das folgende Auswärtsspiel gegen die Doncaster Rovers aber Hunt wegen seiner größeren Erfahrung wieder den Vorzug. Ashall kam in der Folge nicht mehr in der ersten Mannschaft zum Einsatz, mit dem Reserveteam gewann er die Bass Charity Vase.
Zur Saison 1935/36 schloss sich Ashall Nuneaton Town an, die in der Birmingham & District League spielten. Bis Anfang Januar betritt er alle 25 Pflichtspiele und erzielte dabei 5 Tore (16/3 in der Liga), allerdings auf der rechten Angriffsseite, sowohl als Halbstürmer als auch auf Rechtsaußen. Ende September gewann er mit dem Team durch einen 3:0-Erfolg über die Reserve von Coventry City den Coventry Hospital Cup. Ashall wurde zum Jahreswechsel von mehreren Klubs umworben und entschloss sich zu einem Wechsel zu Huddersfield Town. Sein dortiger Aufenthalt war allerdings nur von kurzer Dauer, bereits am 29. Februar 1936 trat er erstmals für Dudley Town in Erscheinung, ebenfalls ein Klub der Birmingham & District League. Zur Saison 1937/38 wurde er vom Ligakonkurrenten Cradley Heath verpflichtet, und dabei neben seinem Dudley-Mannschaftskameraden Frank Warrilow und Francis Harris als wichtigster Neuzugang bezeichnet. Wenig später folgte mit Ken Wilmot ein dritter vormaliger Dudley-Spieler. Im Dezember 1937 wurde er bei Cradley Heath freigegeben und schloss sich ligaintern den Stafford Rangers an. In der Saison 1938/39 war er zurück bei Dudley Town, als einer von sieben Profis im Kader.